# Chryzostom (Triantafyllu)
Chryzostom, imię świeckie Konstandinos Triantafyllu (ur. 17 października 1957 w Wassiliko) – duchowny Greckiego Kościoła Prawosławnego, od 2001 metropolita Chalkidy.

## Życiorys
Święcenia diakonatu i prezbiteratu przyjął w 1983. Chirotonię biskupią otrzymał 17 grudnia 2001.